# José María Manuel Cortina Pérez
José María Manuel Cortina Pérez (Valencia, 8 de diciembre de 1868-29 de enero de 1950) fue un arquitecto español, considerado como uno de los más importantes del modernismo valenciano y caracterizado por una arquitectura imaginativa y de gran fantasía en la que mezcla elementos góticos, románicos, bizantinos e islámicos.

## Biografía
Nace el 8 de diciembre de 1868 en Valencia, hijo del maestro de obras Antonio Cortina y de Josefa Pérez. Hermano del militar Antonio Cortina Pérez. Comienza sus estudios de arquitectura en Barcelona en la Escuela de Arquitectura en 1884. Una vez acabados estos, viaja en 1890 a Madrid para obtener el título de arquitecto de la Escuela de Arquitectura de Madrid revalidándolo en 1891. De esta escuela conservará la influencia de la corriente historicista. Finalizados sus estudios, vuelve a Valencia donde un año más tarde obtiene la plaza de arquitecto municipal, desempeñando sucesivamente los importantes cargos de arquitecto del Ensanche y de Cementerios.
En Valencia recibe numerosos encargos de la burguesía e instituciones religiosas, realizando edificios de viviendas en la ciudad, casas de veraneo, panteones, ermitas y algunas restauraciones. En Paterna conseguiría el puesto de arquitecto municipal diseñando el ensanche entre el Campamento militar y la estación del ferrocarril en 1903. En esta ciudad construiría varias villas incluyendo su propia casa así como el cementerio municipal. En Gandía sería también arquitecto municipal desde 1893 construyendo varios edificios de los cuales se conserva la ermita de la Marchuquera. 
A lo largo de su trayectoria obtiene numerosos premios de arquitectura en las exposiciones de la época, además de la medalla de Plata del Congreso y la gran cruz de la Orden de Isabel la Católica en el año 1911, y Caballero de la Gran Cruz en la misma orden en 1917 . A partir de 1929 fue director del Centro de Cultura Valenciana, desde donde realiza su defensa del Palacio Señorial de Alacuás, y también fue Académico de número de la Real Academia de Bellas Artes de San Carlos. Perteneció a la asociación Lo Rat Penat. Fue secretario del V Congreso Nacional de Arquitectura en Valencia, en 1910.
Falleció el 29 de enero de 1950 a la edad de 82 años.

## Obra
De su obra destacan los edificios que construyó en el Ensanche de Valencia, como la conocida como Casa de los Dragones en la esquina de las calles Sorní y Jorge Juan, y el gran edificio de la calle Félix Pizcueta, en el que combinó elementos medievalizantes con las líneas sinuosas del art nouveau, patente sobre todo en las rejas de los vanos de la planta baja y la carpintería de los miradores. También destacan sus edificios de viviendas en las calles Caballeros número 8 y Sorní 23.
Numerosas de sus obras no consiguieron superar el paso del tiempo. Así hoy en día han desaparecido la Casa Oroval, en la calle Colón 74 esquina con la calle Sorní, la Casa Aparici en la Gran Vía Marqués del Turia esquina con la calle Taquígrafo Martí, la Casa Payá, también en la Gran Vía Marqués del Turia en la esquina con la calle de Gregorio Mayáns, el teatro Eslava en el paseo de Ruzafa.
Fuera de Valencia, construiría para los hermanos Cerni González, en Ceuta, un edificio historicista de tres plantas, quizá la obra más bella de este arquitecto. En su fachada se conserva aún el anagrama con las iniciales de sus promotores (CG). Los trabajos de construcción comenzaron a finales del siglo XIX, recibiendo pronto el apelativo de Casa de los Dragones por las esculturas de gran tamaño que ornamentaban su cubierta. Desprovista de ellas en la II República, mantuvo sin embargo la denominación con la que aún en nuestros días es conocida habitualmente. En un principio se instaló aquí la sede del Casino Africano de Ceuta que poseía una surtida biblioteca y un elegante mobiliario. Recientemente ha sido realizada una restauración de la fachada de dicho edificio y se han realizado réplicas de los Dragones que la coronaban, colocándose en la que sería su ubicación original.

### Lista de sus obras

#### Valencia
| Año del proyecto | Nombre                                     | Ubicación                                                                      | Descripción | Estado                               | Imagen |
| ---------------- | ------------------------------------------ | ------------------------------------------------------------------------------ | --- | ------------------------------------ | ------ |
| 1895             |                                            | Calle Caballeros                                                               | Casa para Ricardo Aliño. | Desaparecida                         |        |
| 1896             | Edificio Cortina I                         | Calle Félix Pizcueta número 3                                                  | Primer edificio de Cortina en el Ensanche en el que se combinan figuras románicas, góticas, bizantinas e islámicas. | Correcto                             |        |
| 1897             | Casa Peris                                 | Calle Caballeros núm. 8 con calle de los Borja                                 | Edificio de carácter medievalista con fachada de piedra y ladrillo en la que abundan escudos, dragones, arcos lobulados y modillones en el que imita a petición de su cliente, Rosa Peris, el edificio anterior. El edificio fue construido en la misma ubicación que la casa construida para Ricardo Aliño, que fue derribada. | Correcto                             |        |
| 1897             | Casa Vela                                  | Plaza de Santa Catalina número 6                                               | Casa para Ignacia Vela | ¿?                                   |        |
| 1897             | Palacio del conde de Nieulant              | Plaza de Villarrasa, 2.                                                        | Remodelación de la fachada | Desaparecido                         |        |
| 1897-1909        | Cuartel de Artillería en Valencia          | Ciudadela                                                                      | | Demolido en 1960                     |        |
| 1898             | Casa Cortina                               | Calle de Sorní, 5                                                              | | Desaparecido                         |        |
| 1898             | Casa Bonora                                | Calle San Vicente número 115                                                   | | ¿?                                   |        |
| 1899             | Chalet Martínez                            | Calle de Guillén de Castro 98                                                  | | Desaparecido                         |        |
| 1898-99          | Casa Oroval                                | Calle de Colón, 74 esquina a la de Sorní                                       | | Desaparecido                         |        |
| 1899             |                                            | Calle de Pizarro (hoy del Taquígrafo Martí)                                    | | Desaparecido                         |        |
| 1899             | Casa Moreno                                | Gran Vía Marqués del Turia esquina calle de Pizarro                            | | Desaparecido                         |        |
| 1900             |                                            | Calle Cuenca                                                                   | Almaces para José Alpera | ¿?                                   |        |
| 1901             | Edificio Cortina II o Casa de los Dragones | Calles Sorni número 4 y Jorge Juan número 3                                    | Edificio construido para su padre, Antonio Cortina. | Conservado parcialmente              |        |
| 1901             | Casa Aparici                               | Gran Vía Marqués del Turia esquina calle de Pizarro (hoy del Taquígrafo Martí) | | Desaparecido                         |        |
| 1901             |                                            | Calle Hernán Cortés, 9                                                         | | Desaparecido                         |        |
| 1902             | Casa Morris                                | Calle del Conde de Salvatierra, 6                                              | | Desaparecido                         |        |
| 1905             | Edificio Cortina Pérez                     | Calle Sorni número 23 esquina con Grabador Esteve                              | Edificio para su hermano Antonio Cortina Pérez. | Correcto                             |        |
| 1906             | Barrio obrero Ramón de Castro              | Camino viejo de Valencia a Patraix, actualmente calle Ramón de Castro          | Conjunto de 34 viviendas obreras (en el siglo XXI solo permanecen 18) para el Patronato de la Sociedad Constructora de Casas para Obreros de Valencia. | Estado de conservación deplorable    |        |
| 1906             |                                            | Calle Sorní núm. 33                                                            | | Correcto                             |        |
| 1906             | Casa Payá                                  | Gran Vía Marqués del Turia n.º 8 esquina calle de Gregorio Mayáns              | | Desaparecido en la década de los 60. |        |
| 1907             | Edificio Ferraz                            | Plaza de Tetuán núm. 8                                                         | Cortina se encarga de remodelar la fachada del edificio, del siglo XVIII. | Correcto                             |        |
| 1908             | Teatro Eslava                              | Paseo de Ruzafa                                                                | El teatro se realizó en un edificio ya existente del que apenas modificó la fachada. El interior del edificio es de estilo neoárabe. | Demolido en 1959                     |        |
| 1914             | Colegio del Patriarca                      |                                                                                | Verja de cerramiento de la parte trasera del colegio. La reja de la verja, de hierro, está decorada con cabezas de dragones y flores de lis y está sujetada por pilares de piedra decorados con pináculos y esferas. | Correcto                             |        |
| 1926             |                                            | Calle Sorní núm. 14                                                            | | Correcto                             |        |

#### Paterna
| Año del proyecto | Nombre                | Ubicación                     | Descripción                                                                                          | Estado           | Imagen |
| ---------------- | --------------------- | ----------------------------- | --- | ---------------- | ------ |
| 1890             | Chalet Cortina        | Calle Juan Magal Benzó 18     | Ópera prima de Cortina de estilo ecléctico en la que combina elementos bizantinos, árabes y góticos. | Correcto         |        |
| 1896             | Cementerio municipal  | Barrio del Cementerio         | Partiendo del proyecto de 1886 de Vicente Peris Cortina construye el cementerio.                     | Correcto         |        |
| ca. 1900         | Chalet o Villa Oroval | Calle Juan Magal Benzo n.º 20 | Edificio para Eduardo Oroval                                                                         | Correcto         |        |
| ca. 1900         | Chalet                | Calle Ernesto Ferrando 12     | | Muy transformado |        |
| 1930             | Capilla Martínez Aloy |                               | Capilla añadida a la Villa Oroval.                                                                   | Correcto         |        |

#### Resto de España
| Año del proyecto | Nombre                                     | Ubicación                                             | Descripción | Estado       | Imagen                         |
| ---------------- | ------------------------------------------ | ----------------------------------------------------- | --- | ------------ | ------------------------------ |
| 1893             | Lavadero público                           | Gandía (Valencia)                                     | | Desaparecido |                                |
| 1894             | Ermita de la Marchuquera                   | Barrio de la Marchuquera, Gandía (Valencia)           | Obra como arquitecto municipal de Gandía de estilo neogótico. | Correcto     |                                |
| 1894             | Instituto Oftalmológico del Doctor Viciano | Algemesí (Valencia)                                   | | Desaparecido |                                |
| ca.1900          | Chalet Masía la Barraca                    | Calle del Pintor Francisco Lozano, Bétera (Valencia)  | | Correcto     |                                |
| ca. 1900         | Casa Cerní o Casa de los Dragones          | Calle de Camoens esquina a la de Millán Astray, Ceuta | Edificio construido para los hermanos Ricardo y Francisco Cerni González. | Correcto     |                                |
| 1903             | Ermita de la Virgen del Carmen             | Teruel                                                | | Correcto     |                                |
| 1915             | Teatro Chapí                               | Villena (Alicante)                                    | Proyecto de estilo neomudéjar, del que solo se ejecutaron con el diseño de Cortina los laterales. Debido a problemas económicos Cortina abandonó la dirección de obra en 1916. Esta continuó bajo la dirección de Plácido Francés hasta 1919. La obra continuaría en 1922 bajo un nuevo proyecto de Garín Hermanos. | No terminado | Maqueta del proyecto original. |
| ca. 1915         | Palacio Puchol                             | Calle de Polo de Bernabé, 26A, Villarreal (Castellón) | | Correcto     |                                |
| 1918             | Chalet de la familia Giner-Cortina         | Torrente (Valencia)                                   | Proyecto para su hermana Eva María Salomé y su cuñado José Giner Viguer el edificio actualmente está en ruinas tras ser ocupado ilegalmente y sufrir un incendio en 2006. | En ruinas    |                                |

## Distinciones
- Medalla de Plata del Congreso
- Caballero gran cruz de la Orden de Isabel la Católica
- Académico de número de la Real Academia de Bellas Artes de San Carlos